# Hadena aureomixta
Hadena aureomixta là một loài bướm đêm trong họ Noctuidae.